# Фридрих Готлиб Клопщок
Фридрих Готлиб Клопщок (на немски: Friedrich Gottlieb Klopstock) е немски поет и драматург, живял в епохата между литературния барок и класицизма.

## Биография и творчество
Клопщок е роден в Кведлинбург в семейството на юрист, като последно от седемнадесет деца. Получава образование в духа на християнския пиетизъм. Изучава теология в Йена и Лайпциг и още като студент сътрудничи на списание „Бремер Байтреге“, където публикува първите три песни на събудилата широк интерес епическа поема „Месия“, написана в класически хекзаметър.
За две години Клопщок става домашен учител в Лангензалца, влюбва се безутешно и създава най-хубавите си ранни оди за недостижимата любима, които предизвикват буря от възторг. Поетът предприема пътешествие в Швейцария и следващите му оди имат за тема религията, любовта, приятелството, родината и изживяването на природата. Двадесет и седем годишен Клопщок получава пожизнена стипендия от датския крал Фридрих V и няколко години живее в Копенхаген. Тогава се оженва, но съпругата му скоро умира и през следващите тридесет години поетът я възпява в своите елегии, една от най-хубавите сред които е „Лятна нощ“  (1764). През последните десетилетия от своя живот Клопщок завършва поемата си „Месия“ (1773), съдържаща 22 000 стиха, установява се в Хамбург и задълго е честван като най-велик поет на Германия.

## Влияние
Фридрих Готлиб Клопщок е смятан за родоначалник на сантименталната поезия и на немския ирационализъм, а също за баща на идеята за немска национална държава. Поетът приветства Френската революция, нарича я „най-благородното дело на столетието“, но после се отвращава от нейните жестоки последици. В поезията си той се отрича от всекидневния език и яркото му словотворчество създава непознати дотогава образи и ритми, като въз основата на антични образци доразвива немското стихосложение.
Клопщок е предшественик на литературното направление „Бурни устреми“, а творбите му са упражнили голямо влияние върху цяло поколение немски поети, сред които Йохан Волфганг Гьоте, а в по-ново време Стефан Георге и Райнер Мария Рилке.
Гердан от рози
Открих я в пролетните сенки;

С гердан от рози я обкичих;

Тя нищо не усети, спеше.

Погледнах я; животът ми

С тоз поглед в нейния се влюби:

Почувствах го, не го съзнах.

Все пак зашепнах ѝ без глас,

Герданът ми от рози шумна:

И тя пробуди се от сън.

Погледна ме; животът ѝ

С тоз поглед в моя се залюби,

И в миг край нас настъпи рай.

1753